# Titus Aebutius Helva
Titus Aebutius Helva war ein Politiker der frühen Römischen Republik und Konsul des Jahres 499 v. Chr.
Sein Amtskollege war Gaius Vetusius. Bei Dionysios von Halikarnassos und Titus Livius taucht er ohne sein Cognomen Helva auf, das aber im Chronograph von 354, der Continuatio Chronicorum Hieronymianorum des Hydatius von Aquae Flaviae und dem Chronicon Paschale belegt ist. Livius nennt ihn als magister equitum im Jahr seines Konsulats unter dem Diktator Aulus Postumius. Er soll in der Schlacht am See Regillus verwundet worden sein und nach Ende der Kämpfe mit Aulus Postumius einen Triumph gefeiert haben.